# ジョセフ・ワイズマン
ジョセフ・ワイズマン（Joseph Wiseman, 1918年5月15日 - 2009年10月19日）は、カナダの俳優。

## 略歴
モントリオール出身。その後アメリカへ移住。1930年代から10代でブロードウェイの舞台に立つ。1950年に映画デビュー。翌年、ウィリアム・ワイラー監督の映画『探偵物語』の精神異常者役で話題をさらう。1962年『007 ドクター・ノオ』では、敵役のノオ博士を東洋人風のメイクアップを施して演じ、伝説の悪役となった。
他の映画出演作品は、マイケル・ウィナー監督の『追跡者』、『許されざる者』、『USAブルース』など。21世紀になり、80歳代になってもブロードウェイの舞台に立ち続けた。
2009年10月19日、マンハッタンの自宅で病死。

## 芸風・人物
- 娘のマーサはロサンゼルス・タイムズ紙の中で、「父は、舞台俳優として名前を覚えてもらいたがっていたので、ドクター・ノオ役だけで知られることを恐れていました」と語っている。実際、映画やテレビでは脇役やゲスト出演が大半だが、ブロードウェイでは主役も複数ある。
- フランス語圏カナダの出身であるため、中国系ドイツ人というドクター・ノオをどう演じたら良いか共演のウルスラ・アンドレス（ドイツ語圏スイスの出身）に相談したという[2]。

## 受賞歴
- Drama Desk Awards 主演男優賞 (舞台)：In the Matter of J. Robert Oppenheimer（Oppenheimer、1969年、Broadway）[3]
- The Obie Awards ： I Can't Remember Anything （1998年、Off-Broadway）

## 主な出演作品

### 舞台
- Abe Lincoln in Illinois (1938～) : ワイズマンの舞台デビュー作。
- ジャンヌ・ダルク  Joan of Lorraine (1946～)[4] - マシュー神父（Father Massieu）
- In the Matter of J. Robert Oppenheimer (1969) :主役  - オペンハイマー（J. Robert Oppenheimer）
- 何も思い出せない I Can’t Remember Anything (1998) :主役  - レオ（Leo） アーサー・ミラー原作[5]。
- Judgment at Nuremberg  (2001) [6]

### 映画
- With These Hands (1950)  - Mike Deleo
- 探偵物語 Detective Story (1951)  - ジェニニ[7]（Charlie Gennini）
- 革命児サパタ Viva Zapata! (1952)  - アギーレ（Fernando Aguirre）
- ああ無情 Les Misérables (1952)  - Genflou
- プロディガル The Prodigal (1955)  - Carmish
- 許されざる者 The Unforgiven (1960) - 死神（Abe Kelsey）
- 007 ドクター・ノオ 007 Dr. No (1962)  - ドクター・ノオ (Julius No）
- Bye Bye Braverman (1968)  -  Felix Ottensteen
- USAブルース Stiletto (1969)  - Emilio Matteo
- 追跡者 Lawman (1971)  - ルーカス（Lucas）
- バラキ The Valachi Papers (1972)  - ドン・マランツァーノ（Salvatore Maranzano）
- ジャガーNo1 The Jaguar Lives! (1979） : Christopher Lee、Donald Pleasence、Barbara Bachら007経験者が多数出演。 - アシール（Benjamin Ashir）
- ミッドナイト・ニューヨーカー Seize the Day (1986)  - ドクター・アドラー（ Dr. Adler）

### テレビ
- 『ミステリー・ゾーン』（The Twilight Zone） One More Pallbearer (1962)  - ポール・ラーディーン（Paul Radin）
- 『警部マクロード』（McCloud）もう一人の演奏者 Fifth Man in a String Quartet (1972)  - 双子 (Paul Rudell /Stephen Rudensky）
- 『アメリカン・ヒーロー』（The Greatest American Hero） Don't Mess Around with Jim (1981)  - ベック氏（James J. Beck）
- Masada (1981)  : テレビ映画（ミニシリーズ） - Jerahmeel
- 『私立探偵マグナム』（Magnum, p.i.） Birdman of Budapest (1983)  - テッサー医師（Dr. Albert Tessa）
- 『特攻野郎Aチーム』（The A-Team）聖メリーの鐘 The Bells of St. Mary's (1984)  -  ジーク・ウェスタラン（Zeke Westerland）
- 『クライム・ストーリー』（Crime Story） : 準レギュラー。全18エピソード（1986～1988） - マニー・ヴァイスボード（Manfred Weisbord）
- 『冒険野郎マクガイバー』（MacGyver）  The Battle of Tommy Giordano (1989)  - ジョー・カターノ（Joe Catano）
- 『L.A.ロー 七人の弁護士』（L.A. Law） Finish Line (1994)  - イサドラ・ショーン（Isidore Schoen）
- 『ロー&オーダー』（Law & Order）ファミリー・ビジネス Family Business (1996)  - シーモア・バーグリン (Seymour Bergreen）